# 沈鎬
沈鎬，字愚亭，清朝政治人物。江蘇震澤縣（今屬蘇州市）人。

## 生平
道光二十七年（1847年）丁未科張之萬榜三甲進士，官至兵部郎中。著有《毛诗传笺异义解》。